# Atilio Dell'Oro Maini
Atilio Valentín dell'Oro Maini (Buenos Aires, 30 de julio de 1895 - Buenos Aires, 15 de julio de 1974) fue un dirigente estudiantil, abogado, periodista y político argentino. Líder del sector estudiantil que se opuso a la Reforma Universitaria de 1918, impulsor del Partido Demócrata Cristiano y ministro de Educación de Argentina durante la Revolución Libertadora. Primer director de la revista Criterio. Presidente de la Academia Nacional de Derecho y Ciencias Sociales de Buenos Aires y miembro de grado de las Academias Nacional de Ciencias Morales y Políticas, Argentina de Letras y Mexicana de la Lengua. Fue dos veces presidente en la UNESCO.

## Primeros años
Nació en la ciudad de Buenos Aires y sus padres fueron Gaspar Dell' Oro y Severina Maini. Se casó con Susana Amanda Vaccarezza (1921-2018), natural de esa ciudad, con la que tuvo cuatro hijos:  Susana, Magdalena, Atilio y José María.

## Militancia estudiantil
Siendo estudiante en la Universidad Nacional de Córdoba, Dell'Oro Maini fue el líder del sector estudiantil católico que se opuso a la Reforma Universitaria de 1918, en Córdoba. Fue presidente del Comité Pro Defensa de la Universidad (CPDU), con el apoyo público del obispo de Córdoba Zenón Bustos y la Corda Fratres. El órgano de prensa del CPDU sería El Heraldo Universitario.

## Actividad profesional
Estudió en la Facultad de Derecho de la Universidad de Buenos Aires. Cuando se recibió de abogado con medalla de oro en 1918 y posteriormente se doctoró con una tesis sobre el “El impuesto a la renta y su aplicación en la República Argentina”. Se especializó en Derecho Comercial y en Derecho Marítimo. Fue Asesor letrado de la Bolsa de Comercio de Buenos Aires.

## Actividad en asociaciones
Concurrió como Delegado a la Conferencia del Trabajo de la Organización Internacional del Trabajo (OIT) de Génova de 1920 y de Ginebra en 1925-1926.
En los períodos 1918 a 1930 y 1931 a 1932 fue secretario general de la Asociación del Trabajo, una asociación patronal cuya principal actividad era combatir a los sindicatos y a los avances en derechos laborales que estos consiguieran. Entre 1939 y 1946 fue asesor jurídico del Consejo Ejecutivo de la Comisión Interamericana del Comercio y de la Producción. En 1943 presidió la delegación argentina al Congreso Internacional de Demografía de México.

## Actividad periodística
Fue editor de las publicaciones de la Asociación del Trabajo.
Fue Director fundador el 1° de marzo de 1928 de la revista Criterio, una revista católica de actualidad, política, religión y cultura que se edita hasta la actualidad. 
Junto con Tomás Casares fueron las figuras principales de los Cursos de Cultura Católica y del círculo cultural Convivio.

## Actividad docente
En 1926 fue nombrado Profesor de Derecho Comercial y Derecho Marítimo en la Universidad de Ciencias Jurídicas y Sociales de la Universidad Nacional de La Plata y en el período de 1936 a 1947.

## Actividad académica
El 6 de julio de 1939 fue elegido Académico Titular de la Academia Nacional de Derecho y Ciencias Sociales de Buenos Aires sucediendo a Pedro Olaechea y Alcorta en el sillón de Manuel Obarrio. Fue Secretario de la Academia de 1952 a 1955 y Vicepresidente en 1958. Al fallecer el presidente Clodomiro Zavalía, asumió la Presidencia hasta completar el período el 12 de noviembre de 1959. El 5 de agosto de 1964 asume de nuevo la presidencia hasta 1967.
También fue miembro de la Academia Nacional de Ciencias Morales y Políticas, de la Argentina de Letras y de la Academia Mexicana de la Lengua.

## Cargos públicos
Luego del golpe de Estado de 1930, asumió como ministro de Instrucción Pública y Fomento del interventor de Santa Fe Diego Saavedra.
El presidente de facto José Félix Uriburu lo designó interventor federal en la Provincia de Corrientes el 6 de febrero de 1931 y permaneció en el cargo hasta el 10 de febrero de 1932. Durante la intendencia de Mariano de Vedia y Mitre en la ciudad de Buenos Aires fue secretario municipal.
Tras el golpe de Estado que dio origen a la dictadura militar autodenominada Revolución Libertadora era una figura respetada en los círculos de la Iglesia católica y ya no formaba parte del nacionalismo católico, pues había evolucionado hacia el liberalismo y sus simpatías políticas estaban con la democracia cristiana. [cita requerida]Su nombre fue propuesto por Bernardino Labayru al presidente de facto Eduardo Lonardi cuando estaba diseñando su gabinete a poco de producirse el derrocamiento de Juan Domingo Perón, y lo designó ministro de educación el 23 de septiembre de 1955. 
Desde su cargo toleró el cese de profesores que con las banderas de la Reforma Universitaria de 1918 se llevó a cabo en las universidades del país. Después de la renuncia de Lonardi fue ratificado en el cargo el nuevo dictador Pedro Eugenio Aramburu, con quien en enero de 1955 firmó el decreto que creaba la Universidad Nacional del Sur. Dell’Oro Maini también se ocupó de la situación de las Academias Nacionales existentes en el país; el peronismo, disgustado entre otras cosas porque la Academia Argentina de Letras había rehusado solicitar el Premio Nobel de Literatura para Eva Perón, les había quitado el derecho de elegir sus miembros y sus autoridades. El Ministro hizo aprobar un decreto-ley que continuó sin modificaciones en sucesivos gobiernos posteriores, dándoles autonomía académica y si bien debían rendir cuenta de la inversión de los fondos que entregara el Estado para su financiación, el gobierno no intervenía en su funcionamiento ni en la elección de sus autoridades.[cita requerida]
Nombró interventor en la Universidad de Buenos Aires a José Luis Romero, poco después, estalló la polémica entre el sector nacionalista católico que lo apoyaba y los partidarios de la Reforma, que se oponían.

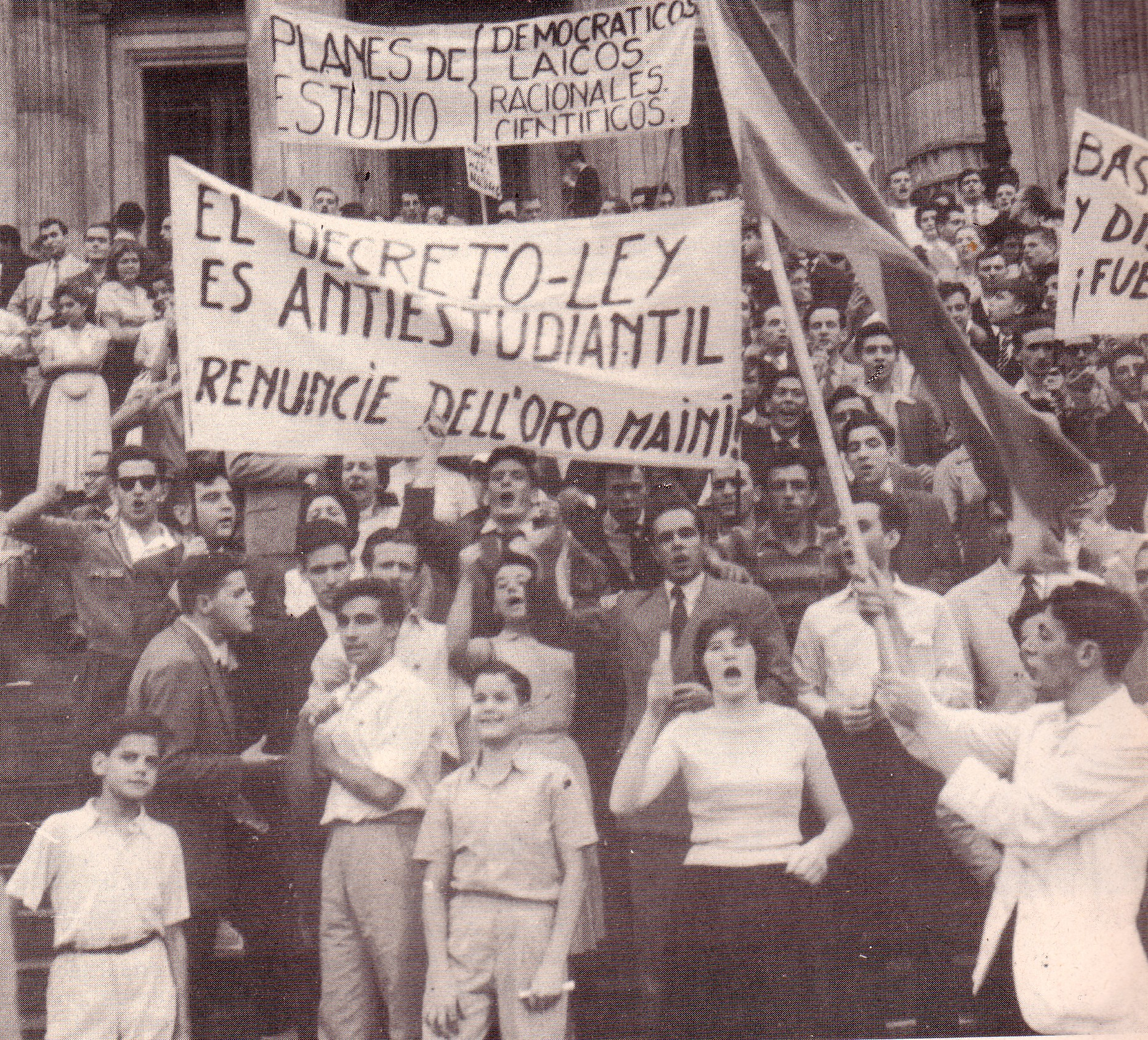
Protesta obrero-estudiantil Laica o Libre.

El 22 de diciembre de 1955 promovió el Decreto-ley 6.403, que permitió la creación de universidades privadas con capacidad para entregar títulos y diplomas académicos consagrando la autonomía universitaria. Como resultado de estas gestiones, el 8 de junio de 1956 fue creada la Universidad Católica de Córdoba entre otras instituciones educativas superiores privadas. Sin embargo, recién en el gobierno de presidente Frondizi permitió definitivamente la creación de universidades privadas.
El estudiantado y los intelectuales se dividieron en sectores que apoyaban o repudiaban la ley; José Luis Romero amenazó con renunciar en tanto Bernardo Houssay como el científico Enrique Gaviola, ambos de ideología liberal, la consideraban una medida positiva. En cuanto a los estudiantes, agrupaciones que habían luchado codo con codo contra Perón en el ámbito universitario como la Liga Humanista y los reformistas, estaban a favor y en contra de la ley, respectivamente. El gobierno mantuvo los canales de diálogo con los estudiantes mientras crecía el malestar y se producían manifestaciones y tomas de establecimiento. Ante el cariz que tomaban las cosas Dell’Oro Maini renunció al ministerio el 17 de mayo de 1956 manifestando que no quería ser un factor de división de la juventud. Aramburu optó finalmente por una solución de compromiso: no derogó el artículo 28 pero tampoco lo reglamentó, de modo que el próximo gobierno quedaba con las manos libres para encarar el tema.
También integró el Consejo Ejecutivo de la UNESCO y presidió la 16° Conferencia General en París en 1970. Fue embajador de su país en Brasil en 1962 y en Italia. Falleció en Buenos Aires el 15 de julio de 1974.